# Марокко на Африканских играх
Марокко принимает участие в Африканских играх с 1973 года (не участвовали в Играх с 1987 по 2015 годы).
Спортсмены Марокко завоевали в сумме 142 медали, из них 39 золотых, в командном медальном зачёте Марокко занимает 10-е место.
Марокко была страной-хозяйкой Африканских игр 2019.

## Медальный зачёт
| Год       | Золото         | Серебро        | Бронза         | Всего          | Место          |
| 1973      | 1              | 3              | 3              | 7              | 11             |
| 1978      | 7              | 8              | 11             | 26             | 5              |
| 1987—2015 | не участвовали | не участвовали | не участвовали | не участвовали | не участвовали |
| 2019      | 31             | 32             | 46             | 109            | 5              |
| Всего     | 39             | 43             | 60             | 142            | 10             |